# Gluta gracilis
Gluta gracilis är en sumakväxtart som beskrevs av Evrard. Gluta gracilis ingår i släktet Gluta och familjen sumakväxter. Inga underarter finns listade i Catalogue of Life.